# Ernst Detlof von Krassow
Ernst Detlof von Krassow, nascut als volts de 1660 a la Pomerània Sueca, i morí el 23 de gener de 1714, va ser un militar i baró (1707) suec. Adam Philip von Krassow era el seu germà.

## Carrera militar
Sobresortí en la Guerra d'Escània, on combaté a la batalla de Landskrona, servint com alferes i tinent a la Guàrdia Reial. Després va participar en la Guerra dels Nou Anys en qualitat de coronel, també combaté a les forces auxiliars sueques als Països Baixos. El 1699 Krassow era coronel del regiment dragons Bremiska, va prendre part en la campanya polonesa de Carles XII i es destacà a les batalles de Lemberg i Fraustadt. Es va convertir en General Major de cavalleria el 1706, el 1708 comandà les tropes sueques a Polònia, el 1709 fou destinat a la Pomerània Sueca, esdevingué vicegovernador general de Bremen i Verden el 1710. Deixà el càrrec el 1712, però esdevingué vicegovernador de Wismar. El 1713 va ser ascendit a Tinent General.

## Família
Ernst Detlof von Krassow va tenir quatre filles i un fill. Karl Vilhelm von Krassow (1699-1735) fou diplomàtic i militar, no es cassà mai i fou el darrer de la dinàstia.